# Jean-Ovide Decroly
Jean-Ovide Decroly (Ronse, 23 de julho de 1871 — Uccle, 12 de setembro de 1932) foi um médico, psicólogo, professor  e pedagogista belga.

## Biografia
Ovide Decroly nasceu em 1871, em Renaix, na Bélgica, filho de um industrial e de uma professora de música.
Como estudante, não teve dificuldade de aprendizado, mas, por causa de indisciplina, foi expulso de várias escolas. Recusava-se a freqüentar as aulas de catecismo. Mais tarde preconizaria um modelo de ensino não-autoritário e não-religioso.
Formou-se em medicina e estudou neurologia na Bélgica e na Alemanha.
Sua atenção voltou-se desde o início para as crianças deficientes mentais. Esse interesse o levou a fazer a transição da Medicina para a Educação. Por essa época criou uma disciplina, a "pedotecnia", dirigida ao estudo das atividades pedagógicas coordenadas ao conhecimento da evolução física e mental das crianças.
Decroly postulou o interesse como pressuposto básico para a aprendizagem. Para ele, esse estado desperto da criança estaria na base de toda actividade, incitando-a a observar, associar, expressar. Acreditava que aprendizagens ocorreriam de maneira espontânea pelo contacto com o meio, de onde proviriam estímulos que para onde as crianças direccionariam suas questões.
Casou-se e teve três filhos.
Em 1907, fundou a École de l’Ermitage, em Bruxelas, para crianças consideradas "normais". A escola, que se tornou célebre em toda a Europa, serviu de espaço de experimentação para o próprio Decroly.
A partir de então, viajou pela Europa e pela América, fazendo contatos com diversos educadores, entre eles o norte-americano John Dewey (1859-1952).
Decroly escreveu mais de 400 livros, mas nunca sistematizou seu método por escrito, por julgá-lo em construção permanente.
Morreu em 1932, em Uccle, na região de Bruxelas.